# シーイーシー
株式会社シーイーシーは、神奈川県座間市に本店を、東京都渋谷区恵比寿南に本社を置く独立系システムインテグレーター。1968年（昭和43年）創業のITサービスカンパニーである。東京証券取引所プライム市場上場。

## 沿革
- 1968年（昭和43年）2月 - 株式会社コンピューターエンジニアーズを東京都港区高輪に設立。
- 1978年（昭和53年）2月 - 現社名に商号変更。
- 1989年（平成元年）3月 - 通産省の「システムインテグレーター認定企業」に認定。また、データセンター拠点を神奈川に集約。
- 1990年（平成2年）
  - 4月 - 神奈川県座間市に本店を移転。
  - 11月 - 東証2部に上場。
- 1996年（平成8年）12月 - ISO9001の認証取得。
- 2001年（平成13年）7月 - 東証1部に上場。
- 2003年（平成15年）
  - 4月 - 本社事務所を東京都渋谷区恵比寿に移転。
  - 12月 - ISO 9001:2000認証の全社取得。
- 2004年（平成16年）11月 - 大分・大阪にデータセンター開設。
- 2005年（平成17年）11月 - 東京にデータセンター開設。
- 2007年（平成19年）3月 - 東京・神奈川データセンターにおいて、ITサービス国際規格(ISO/IEC 20000)の認証取得。
- 2009年（平成21年）
  - 1月 - 神奈川第二データセンター開設。
  - 9月 - 株式会社宮崎太陽農園の株式取得。
- 2010年（平成22年）9月 - メディアエクスチェンジ（現・フリービットクラウド）からリアルデータセンター事業の譲渡を受け、東京第二データセンター開設。
- 2018年（平成30年）12月 - 東京都港区に品川イノベーションセンターを開設。
- 2021年（令和3年）- ISO14001の認証を取得
- 2022年（令和4年）
  - 東京証券取引所の市場再編に際し、プライム市場へ移行
  - 監査等委員会設置会社へ移行
- 2025年（令和7年）- 情報システムサービス株式会社の株式を取得し完全子会社化

## 事業内容
- インテグレーションセグメント
- コネクティッドセグメント
- ソリューションセグメント

## 事業所所在地
- 東京都渋谷区（本社）
- 東京都港区（品川イノベーションセンター）
- 愛知県名古屋市（名古屋事業所）
- 大阪府大阪市（大阪事業所）
- 福岡県福岡市（福岡事業所）
- 富山県富山市（富山事業所）
- 愛知県豊田市（豊田事業所）
- 宮崎県都城市（宮崎事業所）
- 神奈川県座間市（さがみ野システムラボラトリ・本店所在地）
- 神奈川県川崎市（宮崎台システムラボラトリ）
- 大分県杵築市（大分システムラボラトリ）

## 主要グループ会社
- フォーサイトシステム株式会社
- 株式会社シーイーシーカスタマサービス
- 大分シーイーシー株式会社
- 情報システムサービス株式会社
- 希意禧（上海）信息系統有限公司
- 株式会社コムスタッフ
- 株式会社宮崎太陽農園（農業生産法人）